# Winterbourne
Winterbourne est un village du sud du Gloucestershire, en Angleterre, situé au nord de Bristol. Le village avait une population de 8 965 habitants selon le recensement de 2011. 
La paroisse civile de Winterbourne est centrée sur le village et comprend les communautés voisines de Winterbourne Down (en), Hambrook et Frenchay. Au nord-est se trouve le village de Frampton Cotterell et à l'ouest la nouvelle ville de Bradley Stoke.